# Carta aos Bispos dos EUA referente à Maçonaria
A Carta aos Bispos dos EUA referente à Maçonaria foi enviada em 19 de abril de 1985 por Bernard Francis Cardinal Law, Arcebispo de Boston e presidente do Comitê de Pesquisa e Práticas Pastorais da Conferência Católica dos Estados Unidos. A carta pretendia responder a confusão sobre a admissibilidade de ser membro maçônico.
Em 1974 foi escrita uma carta da Congregação para a Doutrina da Fé (CPDF) levando alguns católicos a afirmar que certas lojas maçônicas estavam abertas aos católicos. A confusão durou após a publicação do documento da congregação denominado Declaração sobre Associações Maçônicas que reiterava a proibição de aderir a qualquer loja maçônica.
A Carta aos Bispos dos EUA reiterou a proibição da Igreja a todos os tipos de Maçonaria, anexando relatórios analisando a compatibilidade religiosa das teologias maçônica e católica. É notável que ele se concentrou nas crenças "naturalistas" dos maçons, e não em suas supostas atividades anticlericais.